# 60th Street Tunnel
De 60th Street Tunnel is een metrotunnel van de metro van New York. De tunnel ligt onder de East River en Roosevelt Island tussen East 60th Street in Manhattan en Long Island City, Queens, vlak ten noorden van de Queensboro Bridge.
De tunnel sluit in Manhattan aan op het meest noordelijke onderdeel van het traject van de Broadway Line, wordt ingereden vanuit Manhattan na het metrostation Lexington Avenue/59th Street en maakt de aansluiting met enerzijds de Astoria Line die leidt naar het station Queensboro Plaza en met de Queens Boulevard Line via de 60th Street Tunnel Connection die leidt naar het station Queens Plaza in Long Island City, Queens. De metrolijnen N, R en W maken gebruik van de tunnel. De lijnen N en R hebben trouwens als enige van de metrolijnen in New York in hun traject zowel een noordelijke (via deze tunnel naar Queens) als een zuidelijke (via de Montague Street Tunnel naar Brooklyn) kruising van de East River.
De tunnel werd op 1 augustus 1920 geopend, op dezelfde dag als de zuidelijker gelegen Montague Street Tunnel, onderdeel van hetzelfde metrotraject. De bouwkost bedroeg toen 5,6 miljoen dollar. 
In 1955 werd de 60th Street Tunnel Connection afgewerkt die maakte dat de tunnel ook aansloot op de Queens Boulevard Line en het metrostation Queens Plaza. Van 1990 tot 1992 werd een renovatie aan de tunnel uitgevoerd voor 34 miljoen dollar. In die periode werd de tunnel 's nachts en in het weekend buiten dienst gesteld voor werkzaamheden en moesten treinen overdag aan 16 km/h door de tunnel rijden, in plaats van de gebruikelijke 72 km/h.